# Ephippigerida hispanica
Ephippigerida hispanica är en insektsart som först beskrevs av Vincenz Kollar 1853.  Ephippigerida hispanica ingår i släktet Ephippigerida och familjen vårtbitare. Inga underarter finns listade i Catalogue of Life.